# Амін Мірзазаде
Амін Мохаммадзаман Мірзазаде (перс. امین محمدزمان میرزازاده) (8 січня 1998 , Gotvandd ) — іранський борець греко-римського стилю, призер чемпіонату світу, чемпіон Азії.

## Спортивні результати на міжнародних змаганнях

### Виступи на Олімпіадах
| Змагання                    | Збірна | Вагова категорія                  | Місце |
| --------------------------- | ------ | --------------------------------- | ----- |
| Літні Олімпійські ігри 2020 | Іран   | греко-римська боротьба, до 130 кг | 5     |

### Виступи на Чемпіонатах світу
| Змагання                        | Збірна | Вагова категорія                  | Місце  |
| ------------------------------- | ------ | --------------------------------- | ------ |
| Чемпіонат світу з боротьби 2022 | Іран   | греко-римська боротьба, до 130 кг | Срібло |

### Виступи на Чемпіонатах Азії
| Змагання                       | Збірна | Вагова категорія                  | Місце  |
| ------------------------------ | ------ | --------------------------------- | ------ |
| Чемпіонат Азії з боротьби 2020 | Іран   | греко-римська боротьба, до 130 кг | Золото |

### Виступи на інших змаганнях
| Змагання                                     | Збірна | Вагова категорія                  | Місце  |
| -------------------------------------------- | ------ | --------------------------------- | ------ |
| Кубок Болата Турлиханова 2016                | Іран   | греко-римська боротьба, до 130 кг | 12     |
| Кубок Алроси 2016                            | Іран   | команда                           | 4      |
| Кубок Болата Турлиханова 2017                | Іран   | греко-римська боротьба, до 130 кг | 9      |
| Всесвітні ігри військовослужбовців 2019      | Іран   | греко-римська боротьба, до 130 кг | Бронза |
| Клубний чемпіонат світу з боротьби 2019      | Іран   | команда                           | Золото |
| Київський Міжнародний турнір з боротьби 2021 | Іран   | греко-римська боротьба, до 130 кг | Бронза |
| Кубок Владислава Пітласинські 2021           | Іран   | греко-римська боротьба, до 130 кг | Золото |

### Виступи на змаганнях молодших вікових груп
| Змагання                                      | Збірна | Вагова категорія                  | Місце  |
| --------------------------------------------- | ------ | --------------------------------- | ------ |
| Чемпіонат світу з боротьби серед юніорів 2016 | Іран   | греко-римська боротьба, до 120 кг | 5      |
| Чемпіонат світу з боротьби серед молоді 2017  | Іран   | греко-римська боротьба, до 130 кг | 5      |
| Чемпіонат Азії з боротьби серед юніорів 2018  | Іран   | греко-римська боротьба, до 130 кг | Золото |
| Чемпіонат світу з боротьби серед юніорів 2018 | Іран   | греко-римська боротьба, до 130 кг | Золото |
| Чемпіонат світу з боротьби серед молоді 2021  | Іран   | греко-римська боротьба, до 130 кг | Золото |